# باشگاه فوتبال اردریونیانز
باشگاه فوتبال اردریونیانز (انگلیسی: Airdrieonians F.C.)یک باشگاه فوتبال در شهر اردری، اسکاتلند است.